# She’s Got It
She’s Got It ist ein Rock-’n’-Roll-Song von Little Richard aus dem Jahr 1956. Das Stück basiert auf Little Richards zuvor unveröffentlichter Komposition I Got It, zu der John Marascalco für die Verwendung im Film The Girl Can’t Help It einen neuen Text schrieb. Die Songstruktur mit dem Wechsel von Strophe und Refrain über einem zwölftaktigen Blues macht den Song zu einem Prototyp des Genres.
Little Richard erreichte mit der Single auf Specialty Records die R&B-Charts des Billboard Magazins und 1957 auf London Records die britischen Top 30. Im Verlauf seiner Karriere spielte Little Richard She’s Got It erneut für Vee-Jay Records und K-tel ein. Der Song wurde national und international auf unterschiedlichen Tonträger-Formaten wiederveröffentlicht, ebenso ab 1960 die ursprüngliche Version I Got It.
She’s Got It wurde von den Briten Johnny Guitar und Paul Murphy sowie vom San-Marinesen Little Tony, in Deutschland von Jimmy and the Rackets, von den Australiern Col Joye und Johnny Cooper, von der dänischen Band The Beefeaters sowie von den Finnen Rock-Jerry und Seppo Hovi gecovert. 1976 spielte Brian Protheroe den Song und 1978 die amerikanischen Band The Poppees. Eine französische Version Elle est mordue der Band Les Forbans liegt seit 1981 vor, deren Texter Jacques Barsamian den Titel 2005 auch selbst einspielte, 1986 folgte eine italienische Adaption durch Adriano Celentano. Ab 1980 spielten die Coverinterpreten Sleepy LaBeef, Mike Smith, The Brandos und The Tremors auch die frühe Version I Got It nach. Frank Lee Sprague folgte 2004 und Cliff Richard 2016 der von Marascalco überarbeiteten Fassung.

## Entstehung

Little Richards I Got It auf Specialty 681

Nach den großen Charterfolgen seiner ersten beiden Singles Tutti Frutti Ende 1955 und Long Tall Sally Anfang 1956 für das kalifornische Independent-Label Specialty Records ging Little Richard am 9. Mai 1956 für eine weitere Session mit der Studio Band in Cosimo Matassas J&M Studio nach New Orleans. Bereits am 13. April des Jahres hatte der Label-Chef Art Rupe für Little Richards Eigenkomposition I Got It das Copyright bei der Library of Congress für den Specialty-Verlag Venice Music eintragen lassen. Unter der Leitung seines Produzenten Bumps Blackwell spielte Little Richard neben I Got It in Begleitung von Edgar Blanchard und Ernest McLean an den Gitarren, Frank Fields am Bass, Lee Allen am Tenorsaxophon, Alvin Tyler am Baritonsaxophon und Earl Palmer am Schlagzeug mit den späteren Hits Rip It Up, Ready Teddy und Heeby-Jeebies drei Kompositionen des Songwriters John Marascalco ein. Von den mindestens neun Takes von I Got It sind zumindest drei erhalten, die allerdings im Gegensatz zu den anderen Aufnahmen der Session nicht zeitnah zur Veröffentlichung kamen.
Im Sommer des Jahres tourte Little Richard mit seiner Live-Band The Upsetters, als ein Angebot von 20th Century Fox für einen Cameo-Auftritt in Frank Tashlins Film The Girl Can’t Help It einging. Das Drehbuch sah vor, dass Little Richard mit Band in einem Klub auftritt, während der Künstleragent Tom Miller, gespielt von Tom Ewell, die Sängerin Jerri Jordan, gespielt von Jayne Mansfield, dazu auffordert, sich beim Gang zur Damentoilette dem Klubbesitzer Lucas, gespielt von George Givot, zu zeigen. Die Auswahl der Songs fiel auf Ready Teddy und I Got It, welches aber als Soundtrack zu Mansfields Weg durch den Klub inhaltlich anzupassen war. Art Rupe beauftragte daher John Marascalco mit einem neuen Text für das nun She’s Got It betitelte Stück und beorderte Little Richard für eine Neuaufnahme nach New Orleans.
Mit Rip It Up und Ready Teddy auf Specialty 579 war gerade die dritte Hit-Single für Little Richard in Folge in den Charts, was das Selbstbewusstsein des extrovertierten Sängers gegenüber seinem Label steigerte. So weigerte er sich, erneut in New Orleans mit Matassas Studioband aufzunehmen, da er seine Upsetters musikalisch für ebenbürtig hielt. Zwar versuchten Art Rupe und Bumps Blackwell, ihn vom Gegenteil zu überzeugen, er drohte aber mit Vertragsbruch, sollte seinen Wünschen nicht entsprochen werden. Die Produzenten willigten schließlich ein.
Die Session wurde für den 6. September 1956 im Studio Master Recorders in Los Angeles angesetzt. Die Upsetters bestanden aus Nathaniel Douglas an der Gitarre, Olsie Robinson am Bass, Clifford Burks, Wilbert Smith und Grady Gaines an den Tenorsaxophonen, Jewell Grant am Baritonsaxophon und Charles Connor am Schlagzeug. Marascalco kam zur Session hinzu und erinnerte sich: „Ich hatte Richard nie bei der Arbeit im Studio erlebt, obwohl er schon mehrere meiner Lieder aufgenommen hatte. Ich fragte Bumps, ob ich vorbeikommen könne und er sagte okay. Sie spielten She’s Got It und ein paar andere Songs. Bumps hatte die Studioband für gewöhnlich komplett unter Kontrolle, aber in dieser speziellen Session übernahm Richard das Ruder völlig. (…) Mr. Rupe und Bumps waren anwesend, aber ich erinnere mich nicht, dass Bumps Anweisungen oder Anmerkungen gegeben hätte, außer: ‚Du hast wieder I Got It gesagt, Richard. Stopp!‘ Art Rupe lehnte sich nur zurück und sagte ‚Yeah, das ist gut!‘ oder ‚Nimm etwas mehr von diesem oder jenem dazu.‘ Richard hatte sie gefordert und es war seine Session.“ Neben zwei Takes der ursprünglichen Version von I Got It wurden mindestens zwei Takes des überarbeiteten She’s Got It aufgenommen. Das Copyright für die neue Version wurde erst elf Tage später am 17. September auf Richards Geburtsnamen Penniman und Marascalco registriert. Der Film feierte am 1. Dezember 1956 seine Kinopremiere.

## Musikalischer Aufbau
She’s Got It basiert wie viele Rock-’n’-Roll-Stücke auf dem zwölftaktigen Blues: Auf vier Takte Tonika folgen zwei Takte Subdominante und wieder zwei Takte Tonika. Über je einen Takt Dominante und Subdominante kommt das Schema mit zwei weiteren Takten auf der Tonika zum Abschluss. Der Song wiederholt das Schema zehnmal, wobei die Strophen jeweils auf die ersten vier Takte Tonika fallen und der Refrain die Takte fünf bis zwölf einnimmt. Die Strophen werden als Stop Times dargeboten, das heißt, das Schlagzeug akzentuiert lediglich den jeweils ersten Schlag der Takte, während die anderen Instrumente schweigen und die perkussive Funktion der Stimme beim Herausbrüllen des Textes voll zum Tragen kommt: Pro Strophe bringt der Sänger auf diese Weise 13 bis 23 Silben in vier Takten unter. Auf dem dritten und vierten Takt imitiert er dabei in der Melodieführung einen aus dem Boogie-Woogie bekannten Basslauf. Zum Refrain hält der Sänger zwar die Dynamik, lässt aber den Saxophonen Raum für nach dem Prinzip des Call and Response antwortende, mehrstimmige Riffs. Little Richards stimmliches Markenzeichen, das von der Gospel-Sängerin Marion Williams inspirierte hohe, falsetthafte „Whoooo!“ tritt im Übergang vom siebten zum achten Takt markant hervor.
(Musikzitat nach Little Richards She’s Got It auf Specialty 584; Musik: Richard Penniman; Text: John Marascalco)
Der Ablauf des Songs über die zehn Schemata hinweg sieht einen unvermittelten Start ohne instrumentales Intro vor. Die erste Strophe wird um vier Takte Tonika verlängert, sie ist besonders wortreich und lässt die Boogie-Woogie-Melodie noch aus. Es folgen die Strophen zwei bis vier, jeweils mit Refrain. Auf dem fünften und sechsten Schema soliert das Tenorsaxophon und wird dabei von einem triolisch hämmernden Klavier unterstützt. Nach der fünften und sechsten Strophe auf dem siebten und achten Zwölftakter folgt auf dem neunten Schema eine textlich an Titel und Refrain angelehnte Improvisation des Sängers. Das letzte Schema wird wieder von Klavier und Saxophon-Solo dominiert, fadet aber zum Ende hin aus.

## Inhalt
Der erste Text von I Got It stammte aus der Feder von Little Richard, der darin Kindheitserinnerungen aus seiner Heimatstadt Macon, Georgia verarbeitete. Es handelt sich um eine Art „Straßenverkäufer-Song“, dessen Protagonist einen kleinen Mann besingt, der auf der Straße die Namen verschiedener Speisen ruft. Dabei zitiert er als Moral mehrfach das Sprichwort „It ain’t what you do, it’s the way that you do it. It ain’t what you eat, it’s the way that you chew it“ (deutsch: Es geht nicht darum, was du tust, sondern wie du es tust. Es geht nicht darum, was du isst, sondern wie du es kaust.).
John Marascalco musste in seiner Überarbeitung statt des „kleinen Mannes mit dem Ziegenwagen“ die Film-Sängerin Jerri Jordan in Szene setzen, was ihm nach Einschätzung von Stuart Colman in „stark provozierender“ und „zungenschnalzender“ Weise mit den Worten „you can see her every day, strolling up and down the way, looking so pretty and this is what I say: She’s got it“ (deutsch in etwa: du kannst sie jeden Tag die Straße auf und ab schlendern sehen. Sie sieht dabei so gut aus, dass ich nur sagen kann: Sie hat das gewisse Etwas!) auch gelang. Die Beschreibung „big blue eyes, long black hair“ (deutsch: große blaue Augen, langes schwarzes Haar) der blonden Schauspielerin Jayne Mansfield blieb in Marascalcos Text aber fehlerhaft. Gert Raeithel hört in She’s Got It lediglich Little Richards Schwärmerei für die „wohlgeformten Hüften“ seiner Freundin.

## Veröffentlichungen
She’s Got It erschien am 1. Oktober 1956 zusammen mit Heeby-Jeebies auf der Single Specialty 584 im 78er- und 45er-Format. Die Single wurde mehrmals neu aufgelegt. Länderspezifische Ausgaben erschienen in Kanada auf Regency 538, in Belgien auf Ronnex 1188, in den Niederlanden auf Artone 24034 sowie 24149 und in Südafrika auf London Records. Für die britische Ausgabe auf London Records 8382 wurde im März 1957 She’s Got It mit dem ebenfalls von Little Richard interpretierten Titelsong des Films The Girl Can’t Help It gekoppelt. Auch diese Ausgabe erschien für 78 und 45 Umdrehungen. Diese Songkombination nutzte London Records auch für deutsche, italienische, französische und schwedische Ausgaben. In Brasilien wurde She’s Got It mit dem im Film zuvor gezeigten Ready Teddy auf London LA-155 für 78 Umdrehungen kombiniert. In Norwegen übernahm Decca Records den Verkauf der Platte. Der Song war im März 1957 auch auf der ersten EP Little Richards mit dem Titel Here’s Little Richard Vol. 1 unter der Nummer Specialty SEP-400 zu finden, die in Belgien bei Moonglow Records herauskam. Eine britische EP namens Little Richard and His Band erschien bereits im Februar 1957 und war damit die erste britische Ausgabe des Titels überhaupt. Die schwedische EP Golden Hits – Vol. 3 erschien als Sonet SXP-6074. Auch Little Richards erstes Album Here’s Little Richard, in das der Song Eingang fand, erschien im März 1957 unter der Nummer 100 und im Juni unter der Nummer 2100. Von diesem Album liegen britische, australische, französische, italienische, japanische, niederländische und südafrikanische Ausgaben vor, deren Veröffentlichung sich bis in die 1970er-Jahre hinzog. Das Album gilt heute als Meilenstein der Rockgeschichte und wird immer wieder in verschiedenen Formaten neu aufgelegt. 1968 erschien erstmals eine durch Hinauszögern des Fadeouts um 12 Sekunden längere Version des Stücks auf dem Specialty-Album Little Richard’s 17 Grooviest Hits.

Bootleg-LP von Redita Records mit alternativem Track von I Got It

Im Herbst 1957 beendete Little Richard vorübergehend seine Laufbahn als Rock-’n’-Roll-Musiker und studierte Theologie. Specialty Records veröffentlichte nach und nach bisher zurückgehaltene Aufnahmen, darunter im Januar 1960 auch I Got It zusammen mit Baby auf Specialty 681. Auch diese Single wurde international vermarktet, vor allem als London HL-U 9065 in Großbritannien, Deutschland, Dänemark, Italien und in den Niederlanden. Ein ungewöhnliches Format hat die EP Richard Rules des britisch-schwedischen Ablegers von Specialty Records, die I Got It auf der A-Seite für 45 Umdrehungen und drei weitere Songs auf der B-Seite für 33 Umdrehungen pro Minute koppelt. 1972 kam eine Kompilation der gleichen Firma in Großbritannien unter dem Titel Rock Hard Rock Heavy auf den Markt, zu dem es jeweils ein spanisches Pendant auf Discophon Records und ein italienisches auf Sonet gibt. Ein weiteres Album der deutschen Zweigstelle von Metronome Records namens King of Rock Vol. 2 aus dem Jahr 1975 enthielt ebenfalls I Got It. Das niederländische Bootleg The Rare beziehungsweise Rare Recordings auf Redita RLP-101 brachte 1972 erstmals alternative Takes aus den Archiven von Specialty Records zu Gehör. Ausgewählt wurde hierzu eines jener beiden Takes von I Got It, welche während der Vorbereitung der Neueinspielung zusammen mit den Upsetters am 9. September 1956 in Los Angeles aufgenommen worden waren. Alle erhaltenen Versionen erschienen offiziell erst 1989 auf der 6-CD-Box The Specialty Sessions aus dem Hause Ace Records.
Nach einem nicht zufriedenstellenden Comeback bei Specialty Records im Jahr 1964 wechselte Little Richard in den folgenden Jahren häufig die Plattenfirma. Im Dezember 1964 war er bei Vee-Jay Records unter Vertrag und spielte unter der Leitung von R. Parker in Los Angeles mit einer unbekannten Begleitband seine größten Hits ein, darunter auch She’s Got It. Unter dem Titel Little Richard’s Greatest Hits erschienen die Aufnahmen auf der LP Vee-Jay 1124 und auf Exodus 319. Für Großbritannien und die Niederlande zeigte sich Fontana Records verantwortlich, weitere britische Ausgaben und eine deutsche Veröffentlichung erschienen bei Joy Records. Auch in Australien erschien das Album auf Philips und RCA Camden. Alle Titel des Albums wurden in drei Single-Reihen bei der Vee-Jay-Tochter Oldies Records und bei Buddah Records veröffentlicht. Für She’s Got It wurde die B-Seite hinter The Girl Can’t Help It und die Plattennummer 196 gewählt. Der Vee-Jay-Katalog erfuhr zudem eine weltweite Verbreitung durch zahlreiche Neu-Veröffentlichungen auf Budget-Labels.
1976 schloss Litte Richard einen Vertrag mit S. J. Productions und ging unter der Leitung von Stan Shulman und David Thompson ins Audio Media Studio nach Nashville, Tennessee, wo die Toningenieure Jack Jackson und Paul Whitehead mit Unterstützung von Studiomusikern einmal mehr seine größten Specialty-Hits aufnahmen. Dabei übernahm Jackson persönlich den Bass, Eddie Bayres das Schlagzeug, Paul Worley die Gitarre, Dennis Burnside die Keyboards und Don Jackson das Saxophon. Die 20 Songs der ergiebigen Session erschienen beim Label K-tel als Album Little Richard Live! / 20 Super Hits. Laut Angaben auf der Plattenhülle spielte Little Richard vor Publikum, wovon in der Aufnahme aber nichts zu hören ist. Das Album erschien ab 1977 unter verschiedenen Titeln in Australien, Kanada, den Niederlanden, Frankreich, Brasilien, Amerika, Großbritannien, Deutschland und Japan.

## Coverversionen
Die erste Coverversion des Stücks war eine nur eineinhalbminütige britische Produktion: Die Liverpooler Johnny Guitar und Paul Murphy spielten She’s Got It Anfang 1957 nach, gerade als das Stück auf den englischen Markt gekommen war. Die Demoaufnahme, die nur mit akustischen Gitarren begleitet wird, übernimmt Rhythmik, Melodie und Harmonik des Originals, zeigt aber kreativen Umgang mit dem nachgehörten Text. Die Aufnahme erschien erst 2002 auf dem Sampler Unearthed Merseybeat. Vol. 1 des Viper-Labels.
1959 veröffentlichte der san-marinesische Musiker Little Tony die beiden Little-Richard-Stücke She’s Got It und Lucille auf Durium 6526. Unter dem Interpretennamen „Little Tony and His Brothers“ erschienen die Aufnahmen auch auf EP und LP in Italien, Frankreich und Deutschland. Der Brite Jim Duncombe war Anfang der 1960er-Jahre mit seiner Rock-’n’-Roll-Band Jimmy and the Rackets vor allem in Deutschland aktiv und erfolgreich. Für die Eigenproduktion eines selbstbetitelten Albums spielten die Rackets am 25. Februar 1964 – in der Besetzung Duncombe an Gitarre und Mikrophon, Lawrence Spector am Bass, Barry Jeffers am Piano und Reginald Washington am Schlagzeug – im Ludwigsburger Tonstudio Bauer mit Unterstützung des Toningenieurs Kurt Rapp in dreieinhalb Stunden 13 Titel ein. Darunter befand sich eine Version von She’s Got It, die zusammen mit My Soul als A-Seite auf Single ausgekoppelt wurde. My Soul erreichte Platz sieben der deutschen Media-Control-Charts. Das Album Jimmy and the Rackets erschien bei der Deutschen Austrophon auf deren Label Elite Special unter der Nummer SOLP 30 039.
1964 fand der Titel Eingang in das Repertoire australischer Rock-’n’-Roll-Interpreten. Im Juli des Jahres veröffentlichte Festival Records She’s Got It hinter Just a Little Too Much als B-Seite der Single FK-683 des Sängers Col Joye. Drei Jahre später folgte auf dem australischen Label In Records die Single-Veröffentlichung IN-S-2507 von Johnny Cooper, welche erneut auf der Split-EP The “In” Crowd herauskam und dabei mit Titeln von The Pink Finks und Little Gulliver gekoppelt wurde.

Guitar/Murphy
Little Tony & his Brothers
Jimmy and the Rackets
Col Joye

Mitte der 1960er gab es in Skandinavien zahlreiche Beat-Gruppen, die sich des Repertoires ihrer amerikanischen Vorbilder annahmen. Die She’s-Got-It-Version der dänischen Gruppe The Beefeaters in der Besetzung Søren „Bøf“ Seirup am Bass und Mikrofon, Lars Kofoed und Carl Parling an der Rhythmusgitarre, Jimmy „Biller“ Sardorf an der Sologitarre und Niels Kjær Mortensen am Schlagzeug wurde zusammen mit Aufnahmen von unbekannten Bands auf einer EP der Reihe Beat Records Club unter der Nummer BRC 1003 veröffentlicht. Der finnische Interpret Rock-Jerry spielte She’s Got It 1974 für sein Album I’m in Love Again ein, das auf Finnlevy SFLP 9552 erschienen ist. Der Titel wurde zudem mit einer zusätzlichen Autornennung des Arrangeurs und Pianisten Kaj Westerlund auf Single der finnischen Decca unter der Nummer SD 5804 ausgekoppelt. Neben Rock Jerry und Westerlund musizierten Antero Jakoila und Nono Söderberg an den Gitarren, Pentti Mutikainen am Bass, Aimo Hakala am Schlagzeug sowie Sakari Kukko und Tapio Tuominen an den Saxophonen. Im gleichen Jahr legte der ebenfalls aus Finnland stammende Seppo Hovi als sein Debütalbum eine Musikkassette mit Rock-’n’-Roll-Stücken vor, die er für Hammondorgel arrangierte.
Auf seinem Album Leave Him to Heaven zum gleichnamigen Musical von 1976 vereinte der britische Sänger und Schauspieler Brian Protheroe viele Rock-’n’-Roll-Klassiker, darunter auch als Medley neben Rock Around the Clock und Rockin’ Robin die Little-Richard-Stücke Tutti Frutti, The Girl Can’t Help It sowie She’s Got It und die weitere Komposition Marascalcos Ready Teddy. Die Platte erschien bei Chrysalis Records unter der Nummer CHR-1118. 1978 coverte die amerikanische Band The Poppees den Song für die B-Seite ihrer zweiten und letzten Single hinter Jealousy. Die Aufnahme dazu fand in den New Yorker Sundragon-Studios unter der Leitung der Produzenten Cyril Jordan und Greg Shaw statt. Arthur Alexander und Bobby Dee spielten die Gitarren, Jet Harris saß am Schlagzeug und Pat Lorenzo übernahm den Bass. Die Single erschien bei Bomp Records unter der Nummer 106 im Vertrieb der Visa Records. Eine deutsche Ausgabe kam als Line 6.14383 auf den Markt.

The Beefeaters
Johnny Cooper
Rock-Jerry
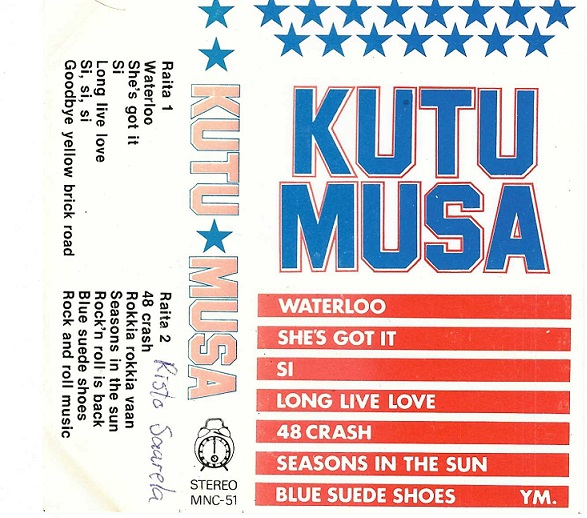
Seppo Hovi
Poppees

Die französische Rockabilly-Band Les Forbans legte 1981 auf Polydor 2393 289 ihr Debütalbum Le rock des copains vor, das She’s Got It mit einem französischen Text von Jacques Barsamian unter dem Titel Elle est mordue enthält. Es musizierten Albert Kassabi als Sänger, Patrick Papain an den Tasten, Christophe Camilotte und Jean-Louis Bergerin an den Gitarren, Dominique Lupo am Bass und Michel Papain am Schlagzeug. Barsamian spielte den Titel 2005 auch selbst für das Album Ce s’ra Noël tous les jours, Star Bene SBL 3200, ein. 1986 folgte eine Instrumentalversion mit dem italienischen Titel Mi scade („[Die Zeit] ist um!“) auf Adriano Celentanos Album I miei americani 2 beim eigenen Label Clan Celentano. Das Arrangement steuerten Celentano und Miki Del Prete bei.
Neben She’s Got It wurde auch die Erstversion des Stücks, I Got It, von diversen Interpreten gecovert. 1980 spielte Sleepy LaBeef ein Rockabilly-Album ein und setzte I Got It als erstes Stück. Das Album, welches nach dem Sprichwort aus dem Text von Little Richard It Ain’t What You Eat (It’s the Way How You Chew It) betitelt wurde, erschien bei Rounder Records. Mike Smith folgte 1990 mit seinem Album It’s Only Rock ’n’ Roll auf Mooncrest Records, auf dem auch Little Richards zweiter Filmsong The Girl Can’t Help It enthalten ist. Die amerikanische Band The Brandos spielte 1999 ein Konzert auf der Freilichtbühne Loreley in der Reihe WDR Rockpalast und veröffentlichte es unter dem Titel Live at Loreley. Das Live-Album erschien beim bandeigenen Label Haunted Field Music unter der Nummer HF120299 und enthielt als Schlusstrack Little Richards I Got It. Die Neo-Rockabilly-Band The Tremors setzte I Got It ebenfalls ans Ende ihres 2009 bei Brain Drain erschienenen Albums Demon Boogie Fever, welches in der Besetzung Jimmy Tremor an Mikrophon und Gitarre, Slim Perkins am Kontrabass und Stretch Armstrong am Schlagzeug eingespielt worden war.
Nach der Jahrtausendwende fanden sich wieder Coverinterpreten für die überarbeitete Version She’s Got It. 2004 nahm der amerikanische Singer-Songwriter Frank Lee Sprague die Nummer als „Bonus Track“ auf seine CD Merseybeat, die an den Sound der britischen Mersey-Szene in Liverpool Ende der 1950er und Anfang der 1960er Jahre angelehnt ist. Der britische Rock-’n’-Roll-Veteran Cliff Richard nahm 2016 sein Album Just... Fabulous Rock ’n’ Roll für Sony Music auf. Bei seiner Interpretation von She’s Got It begleiteten ihn Steve Mandile und Robb Houston an den Gitarren, John Howard am Bass, Chuck Tilley am Schlagzeug und Max Abrams am Saxophon.

Les Forbanes
Adriano Celentano
Cliff Richard

## Bedeutung, Kritik und Erfolg
Obwohl She’s Got It nicht zu den erfolgreichsten Hits von Little Richard gehört, übernahm er das Stück in sein Live-Repertoire und spielte es über die Jahre immer wieder bei Konzerten. Die Songstruktur mit der Aufteilung von Vers und Strophe auf vier beziehungsweise acht Takte des zwölftaktigen Bluesschemas lässt sich bis zu Tampa Red und Georgia Toms It’s Tight Like That von 1928 und noch weiter zu Papa Charlie Jacksons Shake That Thing von 1925 zurückverfolgen. She’s Got It sei „eines der klarsten Beispiele für die zwölftaktige Strophe-Refrain-Struktur in Little Richards Repertoire“, was den Song laut der Analyse von Larry Birnbaum zu einem „prototypischen Rocksong“ macht. Beim Vergleich der beiden Versionen des Songs stellt Birnbaum weiter fest, dass die Aufnahme der Studioband in New Orleans wesentlich „härter“ rocke als jene der Upsetters aus Los Angeles.
Für den amerikanischen Literaturprofessor David Kirby ist besonders die Filmversion von Bedeutung, die auf das verhalten inszenierte Ready Teddy folgt: „Mit Little Richards nächster Nummer verliert der Rock ’n’ Roll seine Irrelevanz und trifft direkt ins Herz der spießbürgerlichen Kultur.“ Kirby führt dazu aus: „Sobald [Mansfield] schlenkert und Little Richard brüllt und hämmert, geraten die Kategorien durcheinander: Sex wird sowohl visuell als auch musikalisch verkauft und das gleiche gilt für Freiheit ebenso wie für die einfache, rohe Power. Sowohl der Song als auch das Mädchen vermitteln, dass es im Leben mehr als Baumwollkleider, romantische Balladen und ein Vorstadthaus gibt. Jerri Jordan hat’s drauf, genauso wie Little Richard es drauf hat, und du kannst das auch haben.“ Auch für Billy Vera war dies eine Schlüsselszene der Popgeschichte, als Little Richard „sein rechtes Bein im phallischen Gruß auf die Klaviertasten hob, während sein Saxophonist eine Einlage zeigte, die für die nächsten sechzig Jahre und darüber hinaus das Pflichtprogramm für jede Rock-’n’-Roll-Saxophon-Einheit bleiben sollte.“ Stuart Colman bescheinigt dem Textschreiber Marascalco, unter dem gegebenen Zeitdruck einen guten Job gemacht zu haben: „Es gibt nicht viele Songwriter mit den Fähigkeiten, der Komposition eines anderen einen neuen Text zu verpassen, aber genau das passierte, als John [Marascalco] Little Richards bislang unveröffentlichtes I Got It zu She’s Got It umschrieb.“ Wegen des geplanten Einsatzes im Film hätte allerdings der „Anreiz dazu nicht größer sein können.“
Am 6. Oktober 1956 rezensierte das Billboard-Magazin die Single und stellte fest: „Richard schmettert in seinem Shouting-Stil zwei starke Nummern mit fettem Beat und aufregender Begleitung und nutzt somit die gleiche Formel, die ihn mit früheren Veröffentlichungen an die Spitze der Charts katapultierte. Heeby-Jeebies ist eine treibende Nummer mit rasant-feurigem Text, der sich bis zur Ekstase steigert. Die Rückseite mit pfiffigen Lyrics hat einen ähnlich kraftvollen Effekt.“ Eine Woche darauf bewarb das Magazin die Platte als „Best Buy“ (deutsch: Bester Kauf), was seine Wirkung nicht verfehlte: Kam She’s Got It noch am 20. Oktober über eine Platzierung in den regionalen Charts von St. Louis nicht hinaus, erreichte der Song in den Folgewochen zwei der drei 1956 parallel geführten nationalen R&B-Charts. Die Bestplatzierungen waren eine Nummer neun bei den DJs und eine Nummer 15 bei den Verkäufen. Insgesamt verblieb She’s Got It fünf Wochen in den R&B-Charts, ohne dass der Crossover in den Popmarkt gelang. In den R&B-Jukebox-Charts war mit Heeby-Jeebies lediglich die andere Seite der Platte vertreten, welche auch in den konkurrierenden Pop-Hitlisten des Cashbox-Magazins mit einem 50. Platz für Aufmerksamkeit sorgte. Darauf bezog Paul MacPhail seine Kritik, als er schrieb: „Beide Songs waren wilde, hämmernde […] Rock ’n’ Roller. Es war klug von Specialty, die Vorderseite von einer früheren Session aus New Orleans zu nehmen, da die bei seiner letzten Session in Los Angeles mit seiner Live-Band aufgenommene B-Seite es nicht schaffte, durchzustarten.“ Daraufhin akzeptierte Little Richard, dass Studio-Aufnahmen mit den Upsetters nicht erwartungsgemäß funktionierten, sodass die nächsten Sessions wieder in New Orleans stattfinden konnten. In Großbritannien kam She’s Got It am 9. März 1957 erstmals in die UK Top 30 und verblieb dort (mit einer Unterbrechung) bis 1. Juni insgesamt neun Wochen. Die Höchstplatzierung war ein 15. Platz.
Alle Coverversionen von She’s Got It und I Got It verfehlten die Charts. James E. Perone machte in der Demo-Version von Johnny Guitar und Paul Murphy immerhin die möglicherweise erste Rock-’n’-Roll-Aufnahme aus Liverpool aus, deren stilistische Bandbreite er wie folgt beschreibt: „Der akustische Sound führt zusammen mit den geschrammelten Pattern, die auch im Country oder Rockabilly nicht fehl am Platz wären, zu einer faszinierenden Mischung: Die Darbietung enthält Elemente des weißen amerikanischen Country/Rockabilly und des schwarzen amerikanischen Rhythm and Blues, aber mit den originären Eigenheiten des Skiffles.“ Die Hookline „She’s got it, oh baby, she’s got it“ fand 1969 wörtlichen Einzug in den Song Venus der niederländischen Band Shocking Blue.